# Belšak
Belšak – wieś w Słowenii, w gminie Prevalje. W 2018 roku liczyła 66 mieszkańców.